# Megachile armatipes
Megachile armatipes är en biart som beskrevs av Heinrich Friese 1909. Megachile armatipes ingår i släktet tapetserarbin, och familjen buksamlarbin. Inga underarter finns listade i Catalogue of Life.